# La Vie Seinte Audree

La Vie Seinte Audree (en français contemporain : La vie de Sainte Audrey) est un poème hagiographique en langue anglo-normande, long de 4 625 vers, racontant la vie de sainte Audrey (autre nom d'Etheldrède d'Ély, abbesse du VIIe siècle, issue d'une famille princière) et les miracles qui lui sont attribués. 
Un seul exemplaire subsiste aujourd'hui, dans un manuscrit de la British Library daté de la fin du XIVe siècle, Additional 70513. Les universitaires font néanmoins remonter la composition de l'œuvre au début du XIIIe siècle, voire à la fin du XIIe. Récemment, dans The Life of Saint Audrey: A Text by Marie de France (Jefferson, NC, McFarland & Company, Inc., 2006), June Hall McCash, de la Middle Tennessee State University, l'a attribuée à la poétesse Marie de France, en s'appuyant sur les derniers vers du texte (Ici escris mon non Marie / Pur ce ke sois remembree) et sur la proximité géographique entre Ely et Saltrey (aujourd'hui Sawtry), où Marie de France a pu trouver les sources nécessaires à la composition d'une autre de ses œuvres, L'Espurgatoire Seint Patriz.